# フレッド・マーフィ
フレッド・マーフィ（Fred Murphy、1942年12月16日 - ）は、アメリカ合衆国の撮影監督。
全米撮影監督協会（A.S.C.）会員。ニューヨーク州出身。

## 主な撮影作品
- ガールフレンド Girlfriends (1978)
- 空の大怪獣Q Q (1982)
- ことの次第 Der Stand der Dinge (1982)
- エディ&ザ・クルーザース（英語版） Eddie and the Cruisers (1983)
- 恋人たちの合鍵 Key Exchange (1985)
- バウンティフルへの旅 The Trip to Bountiful (1985)
- 天使を愛した女 Death of an Angel (1986)
- 勝利への旅立ち Hoosiers (1986)
- スーパークロス/勝利のデッド・ヒート Winners Take All (1987)
- ザ・デッド/「ダブリン市民」より The Dead (1987)
- ファイブ・コーナーズ/危険な天使たち（英語版） Five Corners (1987)
- 殺しのベストセラー Best Seller (1987)
- 想い出のジュエル（英語版） Fresh Horses (1988)
- ブルーウォーターで乾杯（英語版） Full Moon in Blue Water (1988)
- ナイト・ゲーム/殺意のスタジアム Night Game (1989)
- 敵、ある愛の物語 Enemies: A Love Story (1989)
- 結婚記念日 Scenes from a Mall (1991)
- みんな愛してる Jack the Bear (1993)
- フライング・ピクルス（英語版） The Pickle (1993)
- 告発 Murder in the First (1995)
- ファミリー/再会のとき A Family Thing (1996)
- ネゴシエーター Metro (1997)
- ダンス・ウィズ・ミー（英語版） Dance with Me (1998)
- 遠い空の向こうに October Sky (1999)
- エコーズ Stir of Echoes (1999)
- エントランス（英語版） Soul Survivors (2001)
- プロフェシー The Mothman Prophecies (2002)
- ボブ・クレイン 快楽を知ったTVスター Auto Focus (2002)
- フレディVSジェイソン Freddy vs. Jason (2003)
- シークレット ウインドウ Secret Window (2004)
- 夢駆ける馬ドリーマー Dreamer: Inspired by a True Story (2005)
- RV RV (2006)
- ウィレム・デフォー セブン:ビギンズ ～彩られた猟奇～（英語版） Anamorph (2007)
- 不屈の天才脚本家 ダルトン・トランボの半生 Trumbo (2007)
- Mr.ボディガード/学園生活は命がけ!（英語版） Drillbit Taylor (2008)
- オー!マイ・ゴースト Ghost Town (2008)